# Manuel Sosa
Manuel Sosa  (Caracas, Venezuela, 1983. október 28. –) venezuelai színész, énekes.

## Élete
Manuel Sosa 1983. október 28-án született Caracasban. Karrierjét 1998-ban kezdte. 2002-ben szerepet kapott az Édes dundi Valentína című sorozatban. 2007-ben főszerepet játszott a Mi prima Cielában Mónica Spear mellett. 2011-ben Luis Manuel szerepét játszotta A sors hullámain című telenovellában Sabrina Salvador mellett, akivel volt egy rövid ideig tartó kapcsolata.
Kapcsolata volt Shannon de Lima modellel, akitől 2007-ben egy Daniel nevű fia született. 2008-ban született egy Sofia nevű lánya, Mirela Mendoza színésznőtől.

## Filmográfia
| Év   | Cím                                   | Szerep                            |
| ---- | ------------------------------------- | --------------------------------- |
| 1998 | Hoy te Vi                             |                                   |
| 1998 | Reina de Corazones                    |                                   |
| 2000 | La calle de los sueños                | José Luis                         |
| 2003 | Édes dundi Valentína (Mi Gorda Bella) | Joel                              |
| 2004 | ¡Qué buena se puso Lola!              | Romerito Santos                   |
| 2005 | Amor a Palos                          | Wilfredo Zapata                   |
| 2007 | Mi prima Ciela                        | David Espinoza Urdaneta "El Vido" |
| 2008 | Calle luna, Calle Sol                 | Manuel Augusto Mastronardi García |
| 2010 | La mujer perfecta                     | Javier Tiberio López "Nené"       |
| 2011 | A sors hullámain (Natalia del Mar)    | Luis Manuel Moncada               |
| 2014 | Solo tu y yo                          | Francisco Pérez                   |

### Filmek
- Pasión de mil amores (2013)
- La hija de Juana Crespo (2006)